# Mala Draguša
Mala Draguša (pronunciación en serbio: /Мала Драгуша/) es un pueblo del municipio de Blace, Serbia. Según el censo de 2002, el pueblo tiene una población de 157 personas. 